# Sophie Dahl
Sophie Dahl, née Sophie Holloway le 15 septembre 1977, est un mannequin de mode et auteur anglais. En tant qu'écrivain, elle publia sa première nouvelle intitulée The man with the dancing eyes en 2003 suivie de Playing with the Grown-ups en 2008. En 2010, elle écrivit Miss Dahl's Voluptuous Delights, un livre de cuisine fourmillant de recettes reprises pour une série de six épisodes sur BBC2 appelée The Delicious Miss Dahl.
Née à Londres, Sophie Dahl fit ses débuts sur les podiums anglais de la Fashion Week de Londres (ou Semaine de la Mode) à l'automne 1997. Cette année-là, elle fut découverte par Isabella Blow, alors styliste pour le magazine Vogue. Isabella Blow la présenta à la direction de l'agence de mannequins Storm de Londres qui l'engagea pour une série de campagnes publicitaires notamment pour Versace, DKNY ou Boucheron entre autres.
Sophie Dahl est la fille de l'acteur Julian Holloway et de l'auteur Tessa Dahl. Ses grands-parents maternels étaient l'auteur de livres pour enfants Roald Dahl et l'actrice américaine Patricia Neal. Quant à ses grands-parents paternels, il s'agissait de l'acteur Stanley Holloway et de l'ancienne danseuse Violet Lane. Sophie est à l'origine du personnage principal de Sophie dans le roman Le Bon Gros Géant (The BFG) écrit par son grand-père maternel. Elle est mariée au chanteur Jamie Cullum.

## Enfance
Sophie Dahl, née Holloway, est la fille de l'acteur Julian Holloway et de l'autrice Tessa Dahl. Enfant, Sophie eut une vie agitée partagée entre dix établissements scolaires et dix-sept domiciles différents, dans des lieux tels que Londres, New York ou l'Inde . Sophie passa beaucoup de temps chez ses grands-parents maternels ou paternels, les premiers étant domiciliés à Great Missenden  et les seconds vivant à Angmering . Sophie nota que son enfance avait été « curieuse mais pleine de magie également ».

## Carrière

### Mannequinat
Sophie Dahl s'intéressa au métier de mannequin après avoir rencontré par hasard la styliste de Vogue, Isabella Blow dans les rues de Londres. Celle-ci trouva Sophie en larmes après une dispute avec ses parents au sujet de sa réticence à étudier l'histoire de l'art. Elle la consola et la présenta à Sarah Douglas de l'agence de mannequins Storm. Sophie Dahl fit ses débuts de mannequin au premier grand défilé de Lainey Keogh à Londres lors de la Fashion Week de l'automne 1997 . Sous leur houlette, Sophie Dahl apparut dans plusieurs campagnes pour Versace, Alexander McQueen, Patrick Cox, Pringle et Gap parmi d'autres. Elle fut l'un des premiers mannequins proclamés « mannequin grande taille » arborant une taille anglaise de 14 (40 en France) là où la plupart de ses collègues portent une taille 10 (36 en France) voire moins .
Sophie Dahl a travaillé avec de nombreux photographes de renom dont Richard Avedon, David Bailey, Peter Lindbergh, Bruce Weber ou encore Steven Klein et Steven Meisel. Tout au long de sa carrière, elle apparut dans de nombreux éditoriaux de magazines tels que Visionaire, la version française et allemande de Vogue, W, I-D et V. En 1997, elle apparut aux côtés de Kate Moss dans le clip d'Elton John pour la chanson Something About the Way You Look Tonight. En 2000, Sophie Dahl devint le visage du parfum Opium d'Yves Saint Laurent. L'affiche publicitaire était une photo de Sophie Dahl posant nue, ses cheveux rouges tranchant sur un fond de satin noir. L'affiche a été retirée des panneaux publicitaires anglais après que des plaintes aient été déposées auprès de l'autorité britannique des normes publicitaires (ASA). Accusée de donner une image de la femme comme objet sexuel, cette campagne figure dans la liste des dix publicités à avoir suscité le plus grand nombre de plaintes de tous les temps. Sophie Dahl rétorqua : « Je pense que la photographie est magnifique… Elle a été jugée comme anti-femme alors qu'elle leur donne du pouvoir » . En 2012, Sophie Dahl devint le nouveau visage de la marque britannique Aubin & Wills.

### Écriture
Sophie Dahl écrivit abondamment pour Vogue et, en 2012, elle remporta même un Jasmine Award pour sa rubrique sur les senteurs . En 2003, elle acheva son premier livre intitulé The Man with the Dancing Eyes publié par Bloomsbury Publishing . Après cela, elle écrivit régulièrement pour Vogue US, The Guardian, The Telegraph, The Observer, The Saturday Times .
De 2005 à 2008, Sophie contribua régulièrement à Vogue pour hommes avant qu'il ne cesse ses activités. Elle est également l'auteur de trois autres livres : Playing with the Grown-Ups (paru en 2008)  ainsi que deux livres de cuisine Miss Dahl's Voluptuous Delights (2009)  et From Season to Season (2011) . Elle participa, en outre, au recueil Truth or Dare édité par Justine Picardie dans lequel on retrouve notamment des écrits de Zoë Heller et William Fiennes  et rédigea des introductions aux nouvelles éditions de The Secret Garden de Frances Hodgson Burnett , du roman Nightingale Wood écrit en 1938 par Stella Gibbons (ré-édité en avril 2009) ainsi que Don't tell Alfred de Nancy Mitford (ré-édité en mars 2010) .
Durant mars-avril 2010, Sophie écrivit et présenta une série de cuisine de 6 épisodes intitulée The Delicious Miss Dahl qui fut diffusée sur BBC2. L'année suivante, elle filma un documentaire sur l'écrivaine culinaire Victorienne, Isabella Beeton également diffusé sur BBC2 .

## Vie personnelle
Sophie Dahl est la fille de l'acteur anglais Julian Holloway et de l'autrice Tessa Dahl. Elle est issue d'un milieu artistique avec des grands-parents célèbres de part et d'autre. Ses grands-parents paternels étaient l'acteur Stanley Holloway et l'ex danseuse Violet Lane . Du côté paternel, ses ancêtres furent associés à la scène dès 1850, Charles Bernard (1830 - 1894), un grand-oncle à Holloway, fut un acteur shakespearien renommé et régisseur de théâtre à Londres et en province. Le fils de Bernard, Oliver Percy Bernard (1881-1939), fut architecte et scénographe responsable des accessoires du cycle d'opéras L'Anneau du Nibelung pour Sir Thomas Beecham à Covent Garden,. À travers Bernard, Sophie est liée à ses fils, le poète et traducteur Oliver Bernard, le photographe Bruce Bernard  et l'écrivain Jeffrey Bernard ,. Ses grands-parents maternels furent l'écrivain Roald Dahl et l'actrice américaine Patricia Neal . 
Le 9 janvier 2010, Sophie Dahl épouse le chanteur Jamie Cullum . En mars 2011, le couple a son premier enfant, une fille prénommée Lyra  suivie le 4 mars 2013 par une seconde fille appelée Margot . La famille réside à Great Missenden dans le comté de Buckingham .

## Sources
- Holloway, Stanley; Richards, Dick (1967). Wiv a little bit o' luck : The life story of Stanley Holloway. Londres, Frewin. OCLC 3647363
- Vincent Graff meets Sophie Dahl (The Guardian)
- Interview with Kate Lauer (The London Paper)
- Announcement of BBC cookery series (The Telegraph)
- Announcement of 'Miss Dahl's Guide to All Things Lovely' (The Bookseller)
- I'm a bit of a dork: Kira Cochrane talks to Sophie Dahl (The Guardian)